# Rosemarie Stratmann-Döhler
Rosemarie Stratmann-Döhler (* 1934 in Ulm) ist eine deutsche Kunsthistorikerin. Sie ist Spezialistin für Kunstgewerbe, insbesondere die Geschichte des Möbel. 

## Leben
Sie wuchs in der Kurpfalz und in Wiesbaden auf. Am Institut für Übersetzen und Dolmetschen (IÜD) der Universität Heidelberg durchlief sie eine Ausbildung zur Dolmetscherin und Übersetzerin. Diesen Beruf übte sie drei Jahre in Heidelberg und Solingen aus. Danach studierte sie fünf Jahre an der École du Louvre, an der sie 1965 das Diplom machte. Der Schwerpunkt ihres Studiums lag auf Innendekoration und Möbeln des 17. bis 19. Jahrhunderts. Im Studium war sie als Chargée de Mission im Schloss Versailles tätig, wo sie die Prüfung zur Conférencière für die Schlösser Versailles und Trianon ablegte. Von 1965 bis 1971 studierte sie Kunstgeschichte an der Universität Heidelberg, an der sie 1971 mit einer Arbeit über den Ebenisten Jean-François Oeben promoviert wurde.
1971 ging sie an das Badische Landesmuseum Karlsruhe, das sie 1975 als Referatsleiterin für Möbel fest anstellte. Sie betreute Möbel und sonstiges Inventar der Schlösser in Baden. Außerdem widmete sie sich der Geschichte vom Schloss Karlsruhe und der Organisation und Gestaltung von zahlreichen landes- und kunstgeschichtlichen Ausstellungen. 1998 erhielt sie die Zuständigkeit für Grafik, Gemälde und Keramik von der Renaissance bis zum Historismus in der Schlösserverwaltung der Oberfinanzdirektion Karlsruhe. Im selben Jahr wurde sie zweite stellvertretende Direktorin des Badischen Landesmuseums. 1999 trat sie in den Ruhestand.

## Veröffentlichungen
- Möbel. Eine Auswahl aus den Sammlungen des Badischen Landesmuseums. 1984.
- Stephanie Napoleon, Grossherzogin von Baden, 1789–1860: Ausstellung anlässlich der 200. Wiederkehr ihres Geburtstages. 1989.
- mit Gerhard Kaller, Konrad Krimm, Hansmartin Schwarzmaier, Dieter Stievermann: Geschichte Badens in Bildern 1100–1918. Kohlhammer, Stuttgart 1993.
- Durlacher Fayencen. Vorwort von Harald Siebenmorgen, 1995.
- 750 Jahre Zisterzienserinnen-Abtei Lichtenthal: Faszination eines Klosters. 1995.
- Mechanische Wunder – Edles Holz. Roentgen-Möbel des 18. Jahrhunderts in Baden und Württemberg. 1998.
- Schloss und Schlossgarten Karlsruhe. Deutscher Kunstverlag, 2000.
- Jean-François Oeben 1721-1763. Perrin, Paris 2002 (= Dissertation Heidelberg 1971)
- Daudenzell seit dem Dreißigjährigen Krieg. Ubstadt-Weiher 2013.